# Денгоф, Герард (воевода дерптский)
Герард Денгоф (ок. 1554 — ок. 1602) — государственный деятель Речи Посполитой, второй воевода дерптский (1598—1600).

## Биография
Представитель немецко-балтийского дворянского рода Денгофов герба «Вепрь». Сын старосты дурбенского и полковника польской армии Германа Денгофа (ум. после 1567) и Анны Йоден. Братья — полковник Эрнест, Кшиштоф (ум. до 1622), полковник Отто (ок. 1554—1609), Генрик, воевода перновский и венденский Теодор (ум. 1622).
Был женат на Маргарите фон Цвайфельн (1560—1622), дочери Герлаха фон Цвайфельна (1520—1566) и Юдит фон Ширштадт. Дети:
- Эрнест Магнус Денгоф (1581—1642), каштелян и воевода перновский, староста дерптский и тельшяйский
- Каспер Денгоф (1588—1645), князь Священной Римской империи (1637), воевода дерптский (1627—1634) и серадзский (1634—1645)
- Анна Денгоф (1585—1639), жена Германа фон Моделя
- Герард Денгоф (1590—1648), каштелян гданьский (1642), воевода поморский и подскарбий земли Прусской (1643—1648)
- Герман (Иероним) Денгоф (1591—1620), полковник польских войск, погиб в битве под Цецорой.